# Грег Графин
Грегори Волтер Графин III (енгл. Gregory Walter Graffin III; рођен 6. новембра, 1964. у Расину, Висконсин, познатији као Грег Графин) је певач и саоснивач панк-рок бенда Bad Religion.
Графин и Брет Гуревиц су били главни текстописци у бенду, иако је, након што је крајем '90-их Гуревиц напустио бенд, Графин написао све песме за три албума групе. Графин је 1997. снимио соло албум American Lesion са лаганијим, поп-песмама. Када је почетком 2000. истекао уговор са Атлантиком, група је поново потписала за Epitaph, а Гуревиц се вратио у групу. Графин је наставио са соло-каријером, па је 10. јула 2006. издао нови албум насловљен Cold as the ClayCold as the Clay. Ради се о мешавини Графинових композиција и америчких фолк песама из 18. и 19. века. Продуцент га је био Брет Гуревиц, а издао га је Anti-Records.
Графин је дипломирао антропологију и геологију на Универзитету Калифорнија у Лос Анђелесу.
Тренутно живи у Лансингу, Њујорк са девојком, сином Грејамом и ћерком Елом.

## Соло дискографија
- American Lesion (1997)
- Cold as the Clay (2006)